# Saga del Martello e della Croce
La saga del Martello e della Croce (Hammer and the Cross), noto anche come le spade e l'impero a seconda delle diverse edizioni italiane, è una serie di romanzi fantasy di ambientazione storica scritta dallo scrittore statunitense Harry Harrison in collaborazione con Tom Shippey (usando lo pseudonimo di John Holm), tra il 1993 e il 1997.
La serie è ambientata sul finire del IX secolo, in un Alto Medioevo alternativo dove elementi fantastici si mescolano a eventi e personaggi storici realmente esistiti, secondo canoni propri della narrativa ucronica.
I romanzi che compongono il ciclo sono:
- La via degli dèi, pubblicato anche come Gli dei di Asgard (The Hammer and the Cross, 1993)
- Il trono di Asgard, anche Il martello e la croce (One King's Way, 1995)
- Il re e l'impero, anche La "via" degli dèi di Asgard (King and Emperor, 1997)

## Trama
Inghilterra, anno 865. Il giovane Shef, destinato per nascita a una vita da schiavo, perché figlio di un razziatore vichingo e di una dama inglese, riesce, guidato da strane visioni legate alla tradizione nordica, a sfidare e vincere il dominio culturale della Chiesa sulle isole britanniche e quindi fondare, assieme ad Alfred di Sassonia, un regno illuminato, in cui ogni cittadino sarà libero di scegliere tra il Cristianesimo e la Via, nuovo culto che trae origine dalla mitologia vichinga.
Il destino porterà però l'ex schiavo divenuto re a superare i confini della propria terra d'origine intraprendendo un lungo viaggio, all'inseguimento delle proprie visioni, tra terre innevate e creature fantastiche, finendo poi con l'estendere il proprio dominio a tutto il territorio scandinavo.
Dal continente però si leverà un nuovo e temibile avversario, il possente Bruno, ufficiale prima e quindi imperatore del Sacro Romano Impero. Guidato dalla propria ambizione il nuovo imperatore si muoverà infatti per conquistare l'intero Occidente, obiettivo che tenterà di raggiungere servendosi anche di mistiche reliquie come il Santo Graal, e che sembra sia nascosto da una setta di gnostici.
Ancora una volta Shef sarà perciò condotto lontano dalle terre del Nord, questa volta entrando in contatto con le culture del vicino mediterraneo, al fine di confrontarsi con i propri nemici; un viaggio che lo condurrà fino alla città di Roma, dove vedrà finalmente compiere il proprio destino.